# Наньгун
Наньгун (кит. спр. 南宫市, піньїнь: Nángōng Shì) — місто-повіт в центральнокитайській провінції Хебей, складова міста Сінтай.

## Географія
Наньгун розташовується на півдні префектури, лежить на Великій Китайській рівнині.

### Клімат
Місто знаходиться у зоні, котра характеризується кліматом тропічних степів. Найтепліший місяць — липень із середньою температурою 27.1 °C (80.8 °F). Найхолодніший місяць — січень, із середньою температурою -2 °С (28.4 °F).
| Клімат Наньгуна         | Клімат Наньгуна | Клімат Наньгуна | Клімат Наньгуна | Клімат Наньгуна | Клімат Наньгуна | Клімат Наньгуна | Клімат Наньгуна | Клімат Наньгуна | Клімат Наньгуна | Клімат Наньгуна | Клімат Наньгуна | Клімат Наньгуна | Клімат Наньгуна |
| Показник                | Січ.            | Лют.            | Бер.            | Квіт.           | Трав.           | Черв.           | Лип.            | Серп.           | Вер.            | Жовт.           | Лист.           | Груд.           | Рік             |
| Середня температура, °C | −2              | 0,5             | 7,4             | 14,9            | 21,1            | 26              | 27,1            | 25,9            | 21,1            | 14,9            | 6,9             | 0,2             | 13,7            |
| Норма опадів, мм        | 3.7             | 6.9             | 11.2            | 26.3            | 32.6            | 59.3            | 156.5           | 136.6           | 47.6            | 27.8            | 13.6            | 4.4             | 526.5           |
| Днів з опадами          | 2               | 3,5             | 3,6             | 5,6             | 5,2             | 7,7             | 13,8            | 11,8            | 7,9             | 6,3             | 4,9             | 2,8             | 75,1            |
| Вологість повітря, %    | 52.4            | 52.8            | 51.6            | 50.7            | 53              | 56.5            | 74.5            | 77.4            | 69.8            | 65.9            | 62.1            | 57.5            | 60.4            |
| ----------------------- | --------------- | --------------- | --------------- | --------------- | --------------- | --------------- | --------------- | --------------- | --------------- | --------------- | --------------- | --------------- | --------------- |
| Джерело: Weatherbase    |                 |                 |                 |                 |                 |                 |                 |                 |                 |                 |                 |                 |                 |